# Говард Фостер, Джаннетт
Джаннетт Говард Фостер (англ. Jeannette Howard Foster, 3 ноября 1895 — 26 июля 1981) была американским библиотекарем, профессором, поэтессой и исследовательницей в области лесбийской литературы. Она была пионером в изучении популярной художественной литературы и эфемер, чтобы раскрыть как явные, так и скрытые лесбийские темы. Годы новаторского сбора данных завершились её исследованием 1956 года «Женщины с вариантами пола в литературе» (Sex Variant Women in Literature), которое стало основополагающим ресурсом в квир-исследованиях. Первоначально самоизданный Фостер через Vantage Press, труд был дублирован и переиздан в 1975 году Diana Press и переиздан в 1985 году Naiad Press с обновлёнными дополнениями и комментариями Барбары Гриер.

## Биография
Джаннетт Говард Фостер родилась 3 ноября 1895 года в Ок-парке, штат Иллинойс, в семье инженера-механика Уинслоу Говарда Фостера (род. 10 января 1869) и Анны Мейбл Берр. Она училась в Рокфордском колледже и получила степень по химии в 1918 году. Фостер получила докторскую степень в Высшей библиотечной школе Чикагского университета. Она преподавала библиотечное дело в Дрексельском технологическом институте с 1937 по 1948 год. С 1948 по 1952 год она работала библиотекарем в Институте исследований секса Университета Индианы, где работала с Альфредом Кинси. В конце концов она уехала в Покахонтас, штат Арканзас, с двумя другими женщинами. Джаннетт в 1974 году стала лауреатом премии Stonewall Book Award за книгу «Женщины с вариантами пола в литературе: историческое и количественное исследование». Она писала художественную литературу и обзоры для журнала «The Ladder».
Книгу Фостер 1956 года провозгласили основополагающим документом новой области науки. Она дружила с Валери Тейлор и Мари Кудой, которые основали первую национальную конференцию лесбийских писательниц в США. Тейлор посвятил первую конференцию в 1974 году Фостер.
В 1998 году Фостер была введена в Зал славы ЛГБТ в Чикаго.
В 2008 году была опубликована первая биография Фостер, авторства Джоанн Пассет, «Sex Variant Woman».